# Vysoký smrk pod Favoritem
Vysoký smrk pod Favoritem je památný strom Smrk ztepilý (Picea abies), který roste v blízkosti kamenného kříže cca 150 m Z od zámečku Favorit, v prudkém svahu pod cestou nad vypuštěným lesním rybníčkem, 1,5 km JZJ od Šindelové v okrese Sokolov v Karlovarském kraji. Jedná se zároveň o významný strom Lesů České republiky, někde též označovaný jako „Smrk pod zámečkem“, který je v současnosti nejvyšším památným stromem Karlovarského kraje. Strom je nápadný mocnými chůdovitými kořenovými náběhy, kterými se vzpírá ve strmém svahu: Kmen je rovný, válcovitý, dole částečně zploštělý, koruna je vysoko nasazená. Měřeným obvod činí 332 cm, výška stromu je 47 m (měření 2004). Za památný byl vyhlášen v roce 2006 jako esteticky zajímavý strom, významný vzrůstem.
Je zároveň uveden na seznamu významných stromů Lesů České republiky.

## Stromy v okolí
- Modřínová alej u Šindelové
- Dvojitý smrk u Šindelové
- Modříny u Favoritu
- Smrk pod zámeckou skálou (zaniklý)
- Smrk u kříže za Favoritem
- Klen v Horní Oboře
- Modřín v Horní Oboře
- Jíva v Horní Oboře
- Jasan v bývalých Milířích
- Jindřichovický klen
- Martinské lípy v Jindřichovicích